# شاک کروگ
شاک اگوسن استینبرگ کروگ (به دانمارکی: Schack August Steenberg Krogh) ‏زیست‌شناس دانمارکی برنده جایزه نوبل فیزیولوژی و پزشکی در سال ۱۹۲۰ به خاطر کشف اثر موئینگی در جانداران بود.